# Никульцев, Валентин Петрович
Валентин Петрович Никульцев (29 марта 1937, Москва, СССР) — советский хоккейный судья всесоюзного и международного уровня (оба — в 1972 году), а также тренер.

## Биография
Родился 29 марта 1937 года.
В возрасте пятнадцати лет начал играть в футбол и хоккей с мячом в детской команде Фили в Москве. В 1961 году выступал в Череповецком футбольном клубе, в том же году стал тренером в ФК и ХК Торпедо (Москва) и он работал вплоть до 1971 года. С 1971 года работал тренером по хоккею с шайбой в УЗВС Спорткомитета СССР, одновременно с этим, с 1967 года занимался судейством и судил как матчи высшей лиги, так и международные. В период с 1972 по 1976 гг. был признан лучшим хоккейным судьёй СССР.
Жил и работал в Москве.
Умер 5 декабря 2023 года.